# لیم جی یون
لیم جی یون (کره‌ای: 임지연؛ زادهٔ ۲۳ ژوئن ۱۹۹۰) بازیگر اهل کره جنوبی است.

## فیلم‌شناسی

### مجموعه تلویزیونی
| سال  | عنوان                     | نقش         | توضیحات                 | منابع |
| ---- | ------------------------- | ----------- | ----------------------- | ----- |
| ۲۰۱۵ | قشر مرفه                  | لی جی یی    |                         | [ ۴ ] |
| ۲۰۱۶ | قمارباز سلطنتی            | دام سو      |                         | [ ۵ ] |
| ۲۰۱۶ | پزشکان                    | لی سو جونگ  | حضور افتخاری (قسمت ۷–۸) | [ ۶ ] |
| ۲۰۱۶ | وزش نسیم                  | کیم می پونگ |                         | [ ۷ ] |
| ۲۰۱۹ | خوش آمدی به زندگی         | را شی اون   |                         | [ ۸ ] |
| ۲۰۲۳ | دروغ‌های پنهان در باغچه من | چو سانگ اون |                         |       |
| ۲۰۲۳ | رأی کشنده                 | جو هیون     |                         |       |
| ۲۰۲۴ | افسانه بانو اوک           | اوک ته یونگ |                         | [ ۹ ] |

### مجموعه اینترنتی
| سال       | عنوان                                 | نقش          | توضیحات | منابع         |
| --------- | ------------------------------------- | ------------ | ------- | ------------- |
| ۲۰۲۱      | جادو                                  | سو جونگ هی   |         | [ ۱۰ ]        |
| ۲۰۲۲      | عمارت رز                              | گی نا        |         | [ ۱۱ ]        |
| ۲۰۲۲      | خانه کاغذی: کره – منطقه اقتصادی مشترک | سئول         | فصل ۲   | [ ۱۲ ]        |
| ۲۰۲۲–۲۰۲۳ | افتخار                                | پارک یون جین |         | [ ۱۳ ] [ ۱۴ ] |